# استیو-او
استیو-او (به انگلیسی: Steve-O) استیون گیلچریست گلاور (به انگلیسی: Stephen Gilchrist Glover)(زاده ۱۳ ژوئن ۱۹۷۴) بازیگر، کمدین، مجری انگلیسی-آمریکایی است.
از فیلم‌های معروف او می‌توان به بازی در فیلم غیر مرگبار اشاره کرد.